# Trsťany
Trsťany este o comună slovacă, aflată în districtul Košice-okolie din regiunea Košice. Localitatea se află la altitudinea de 249 m deasupra n.m., se întinde pe o suprafață de 6,59 km2 și în 2017 număra 297 de locuitori.

## Istoric
Localitatea Trsťany este atestată documentar din 1288.

## Demografie
| An:                | 1994 | 2004   | 2014    | 2024    |
| ------------------ | ---- | ------ | ------- | ------- |
| Număr de persoane: | 234  | 245    | 291     | 350     |
| Diferență:         |      | +4,70% | +18,77% | +20,27% |

| An:                | 2023 | 2024   |
| ------------------ | ---- | ------ |
| Număr de persoane: | 330  | 350    |
| Diferență:         |      | +6,06% |